# Dipterocarpus glandulosus
Espèce
Classification phylogénétique
Statut de conservation UICN

 CR A1cd, B1+2c : 
En danger critique
Dipterocarpus  glandulosus est une espèce de plantes à fleurs de la famille des Diptérocarpacées. C'est un grand arbre sempervirent originaire du Sri Lanka.

## Répartition
La plante est endémique aux forêts primaires du Sri Lanka.

## Préservation
L'espèce est menacée de disparition par l'exploitation forestière.
Quelques populations sont préservées au sein de réserves mais la régénération est très faible.